# Football Club Amsterdam
El FC Ámsterdam era un club de fútbol neerlandés, que fue fundado el 20 de junio de 1972, de la fusión del FC Blauw-Wit Amsterdam y DWS. El club De Volewijckers se unió a la parte en la temporada 1973-1974. Después de un comienzo exitoso, en el que el club llegó a los cuartos de final de la Copa de la UEFA 1974-75 derrotando al todopoderoso italiano Inter de Milán en el proceso, el club fue relegado de la Eredivisie a la Eerste Divisie en 1978. Esto dio lugar a una reducción masiva en el número de espectadores para el FC Ámsterdam, con el club saliendo del Estadio Olímpico en 1980. Se disolvió en 1982.

## Participación en competiciones de la UEFA
| Temporada | Torneo         | Ronda          | Club                   | Marcador |
| --------- | -------------- | -------------- | ---------------------- | -------- |
| 1973      | Copa Intertoto | Fase de grupos | FC Nitra               | 2-3, 1-4 |
| 1973      | Copa Intertoto | Fase de grupos | Eintracht Braunschweig | 0-0, 4-1 |
| 1973      | Copa Intertoto | Fase de grupos | Vejle BK               | 5-1, 1-5 |
| 1974/75   | UEFA Cup       | 1R             | Hibernians FC          | 5-0, 7-0 |
| 1974/75   | UEFA Cup       | 2R             | Inter de Milán         | 2-1, 0-0 |
| 1974/75   | UEFA Cup       | 1/8            | Fortuna Düsseldorf     | 3-0, 2-1 |
| 1974/75   | UEFA Cup       | 1/4            | 1. FC Colonia          | 1-5, 2-3 |
| 1975      | Copa Intertoto | Fase de grupos | CF Os Belenenses       | 0-1, 0-1 |
| 1975      | Copa Intertoto | Fase de grupos | Spartak Trnava         | 1-1, 0-2 |
| 1975      | Copa Intertoto | Fase de grupos | Kjøbenhavns Boldklub   | 5-4, 1-0 |
| 1977      | Copa Intertoto | Fase de grupos | Halmstads BK           | 1-1, 1-1 |
| 1977      | Copa Intertoto | Fase de grupos | Vojvodina              | 1-2, 2-2 |
| 1977      | Copa Intertoto | Fase de grupos | Maccabi Jaffa FC       | 3-1, 1-2 |

## Jugadores notables
| - Jan Jongbloed - Heini Otto - Frits Flinkevleugel - Nico Jansen - Gerard van der Lem - Geert Meijer - Jan Fransz - Frank Kramer | - Chris Dekker - Dyke Nippel - Rob Bianchi - Leen van der Merkt - Tjeerd Koopman - Leo de Leeuw - Willy 'Stengel' van Bommel - Ton Jung |